# Ипполит, Жан
Жан Ипполит (фр. Jean Hyppolite, 8 января 1907, Жонзак — 27 октября 1968, Париж) — французский философ-идеалист.

## Биография
Вместе с несколькими интеллектуалами он посетил курсы Александра Кожева по феноменологии духа Гегеля в Практической школе высших исследований, которые проходили с 1933 по 1939 год.
Профессор философии Сорбонны (1947—1955), директор Высшей нормальной школы (1955—1963), профессор Коллеж де Франс (с 1963). В Коллеж де Франс возглавлял кафедру «Истории философской мысли» (заменена «Кафедрой истории систем мысли» в 1969 году по предложению Жюля Вюйемена; с 1970 года профессор кафедры — Мишель Фуко, бывший студент Ипполита.)
Разделял идеи немецкого неогегельянства. Ипполит сделал первый полный перевод книги Гегеля «Феноменология духа» на французский язык (опубл. в 1939 и 1941 годах). В 1947 году защитил диссертацию «Генезис и структура „Феноменологии духа“». Написал ряд работ о гегелевской философии, интерпретируемой им с позиций, близких к экзистенциализму.
Автор статей о ранних произведениях Карла Маркса, в которых высказал мысль о том, что марксистское экономическое учение базируется не на анализе фактов, а на восходящих к Гегелю философских предпосылках и этических требованиях.
Участвовал в семинарах Жака Лакана.

## Сочинения
- Genése et structure de la phénoménologie de ľEsprit, P., 1947;
- Introduction á la philosophie de ľhistoire de Hégel., P., 1948;
- Logique et existence. P., 1953;
- Études sur Marx et Hegel, P., 1955.